# Le Royaume du chaos
Le Royaume du chaos est le troisième tome de la série de bande dessinée Les Mondes de Thorgal - Louve, dont le scénario a été écrit par Yann et les dessins réalisés par Roman Surzhenko. L'album fait partie d'une série parallèle (Les Mondes de Thorgal) qui suit les aventures de personnages marquants de la série Thorgal.

## Synopsis
Cet album termine la trilogie des trois premiers tomes de la série, les deux premiers étant Raïssa et La Main coupée du dieu Tyr.
Aaricia, désespérée à la suite de l'annonce mensongère de la mort de Thorgal se jette d'une falaise mais est sauvée des flots par Lundgen.
Les deux Louve et Hicham se trouvent au Royaume du Chaos où réside Fenrir et où ils doivent dérober la main coupée du dieu Týr afin de la rapporter à Azzalepstön le demi-dieu. Ils affrontent maints périls avant d'arriver à un temple où, grâce au bracelet de dents de dragonnet, la Louve sauvage peut faire apparaître des dragons qui combattent Fenrir pendant que la Louve sage récupère la dextre de Tyr.
A court de dragons, les trois enfants sont coincés dans le temple avec Fenrir à leur trousse. Grâce à une flèche constituée d'un morceau du "métal qui n'existe pas", la Louve sage parvient à tuer Fenrir.
De retour chez Azzalepstön elle exige d'être réunifiée avec sa partie sauvage en échange de la dextre.
Ceci fait, Azzalepstön se précipite auprès de Tyr, son père : en échange de sa main, il demande à être un dieu à part entière. Sauf qu'il ne s'agit pas de la bonne main et Tyr le châtie sévèrement.
Louve s'enfuit et grâce à la dextre qu'elle a conservée, elle convainc la Gardienne des clefs de lui ouvrir un passage vers Midgard.
De retour à la maison, elle voit Aaricia et Lundgen dans le même lit et apprend de sa mère que Thorgal est mort.

## Publications
- Le Lombard, avril 2013  (ISBN 978-2803631964)